# 希瓦革命
希瓦革命是指1917年至1924年發生的一系列事件，這些事件導致希瓦汗國滅亡、花剌子模人民蘇維埃共和國在紅軍的干預下成立。隨後花剌子模人民蘇維埃共和國加入蘇聯。此後，蘇聯在1924年廢除了花剌子模人民蘇維埃共和國，將其領土併入烏茲別克蘇維埃社會主義共和國和土庫曼蘇維埃社會主義共和國。